# Sinagoga de Carpi
La sinagoga de Carpi, que se ha convertido en sede de la Fundación ex Campo di Fossoli, se encuentra en Carpi, en vía Giulio Rovighi 57.

## El edificio de culto
La sinagoga fue construida en 1722 tras el establecimiento del gueto en 1719. Con la emancipación, el edificio de culto fue totalmente renovado y ampliado bajo un proyecto de Achille Sammarini e inaugurado oficialmente en 1861. La sinagoga, inicialmente oculta al exterior, posteriormente tuvo una fachada neoclásica, con un gran portal y ventanas decoradas con cornisas de terracota. En el interior, una escalera de mármol con escalones cóncavos conduce a la gran sala de oración, decorada con estucos, frisos dorados y monocromáticos, obra de los artistas modeneses Venturi y Manzini. El tabernáculo tiene columnas corintias estriadas y un tímpano circular. El matroneo se encuentra tras la pared opuesta.

## Abandono y restauración
Tras el declive demográfico de la comunidad, la sinagoga se cerró definitivamente para el culto en 1907 y se desmanteló en 1922 con el traslado del mobiliario del siglo XIX, en parte a la sinagoga de Módena y en parte a Israel, a la sinagoga de la escuela agrícola Ayanot. La sinagoga de Carpi experimentó así un largo período de abandono, durante el cual se utilizó como depósito de bicicletas y también se realizaron cambios estructurales en el edificio para uso privado. Sin embargo, a partir de 1985 se realizaron las primeras obras de consolidación, hasta finalizar la restauración en 2009. Las obras, financiadas por el Ayuntamiento y la Fundación Cassa di Risparmio, devolvieron a Carpi un importante testimonio de su pasado y otorga un espacio de prestigio a la Fundación ex Campo di Fossoli. El acto de inauguración tuvo lugar el 19 de abril de 2009 en presencia de las autoridades con un programa que incluyó una conferencia ilustrativa a cargo de Annamaria Ori y una apertura al público con visitas guiadas. Dado que la sinagoga ya no está abierta para el culto, se ha colocado un espejo en el lugar del Aron Ha-Kodesh y el edificio se utiliza para conferencias, representaciones y como espacio de exposición.